# Явански панголин
Яванският панголин (Manis javanica), известен още като явански или малайски люспеник, е вид бозайник от семейство Панголинови (Manidae). Видът е критично застрашен от изчезване.

## Разпространение и местообитание
Разпространен е в Бруней, Виетнам, Индонезия, Камбоджа, Лаос, Малайзия, Мианмар, Сингапур и Тайланд.